# Mistrovství Evropy juniorů v atletice 2009
20. mistrovství Evropy juniorů v atletice bylo sportovní závod organizovaný EAA, který se konal v srbském Novi Sadu ve dnech od 23. do 26. července 2009.

## Výsledky

### Muži
| Soutěž            | Zlato                                                                                        | Výkon    | Stříbro                                                                        | Výkon    | Bronz                                                                                             | Výkon    |
| 100 m             | Christophe Lemaitre                                                                          | 10,04    | Ramil Guliyev                                                                  | 10,16    | Eugene Ayanful                                                                                    | 10,37    |
| 200 m             | Ramil Guliyev                                                                                | 20,33    | Robert Hering                                                                  | 20,83    | Diego Marani                                                                                      | 21,03    |
| 400 m             | Chris Clarke                                                                                 | 45,59    | Andrzej Jaros                                                                  | 46,75    | Louis Persent                                                                                     | 46,82    |
| 800 m             | Kevin López                                                                                  | 1:48,25  | Niall Brooks                                                                   | 1:49,21  | Alexandr Šeplakov                                                                                 | 1:49,37  |
| 1500 m            | David Bustos                                                                                 | 3:53,31  | Resul Çevik                                                                    | 3:54,30  | Simon Horsfield                                                                                   | 3:54,56  |
| 5000 m            | Hayle Ibrahimov                                                                              | 14:01,19 | Jakub Živec                                                                    | 14:10,58 | Aitor Fernández                                                                                   | 14:20,14 |
| 10 000 m          | Hayle Ibrahimov                                                                              | 30:06,46 | Simon Lawson                                                                   | 30:35,62 | Siarhiej Platonau                                                                                 | 30:55,92 |
| 110 m překážek    | Lawrence Clarke                                                                              | 13,37    | Sergej Šubenkov                                                                | 13,40    | Alaksandr Linnik                                                                                  | 13,41    |
| 400 m překážek    | Tobias Giehl                                                                                 | 50,85    | Marc-John Dombrowski                                                           | 51,28    | Nikita Andrijanow                                                                                 | 51,43    |
| 3000 m překážek   | Antonio Abadía                                                                               | 8:47,45  | James Wilkinson                                                                | 8:51,54  | Jeroen D'Hoedt                                                                                    | 8:51,76  |
| Štafeta 4 × 100 m | Německo Roy Schmidt Robert Hering Florian Föstl Felix Göltl                                  | 39,33    | Česko Martin Říčař Lukáš Šťastný Pavel Maslák Václav Zich                      | 39,57    | Spojené království Andrew Robertson Junior Ejehu Deji Tobias Eugene Ayanful Funmi Sobodu (rozběh) | 39,78    |
| Štafeta 4 × 400 m | Spojené království Louis Persent Ross McDonald Nathan Wake Chris Clarke Markus Hunt (rozběh) | 3:07,82  | Německo Niklas Zender Benjamin Jonas Sascha Eder Marco Kaiser Philipp Kleemann | 3:08,11  | Itálie Andrea Daminelli Francesco Cappellin Alessandro Pedrazzoli Francesco Ravasio               | 3:09,87  |
| Chůze na 10 000 m | Stanislav Jemeljanov                                                                         | 40:20,86 | Denis Strelkov                                                                 | 40:24,97 | Valerij Filipčuk                                                                                  | 40:29,35 |
| Skok do výšky     | Sergej Mudrov                                                                                | 2,25 m   | Ümit Tan                                                                       | 2,25 m   | Arciom Naumowicz                                                                                  | 2,19 m   |
| Skok o tyči       | Nico Weiler                                                                                  | 5,25 m   | Dmitrij Żelabin                                                                | 5,25 m   | Henri Väyrynen                                                                                    | 5,15 m   |
| Skok daleký       | Alexandr Meňkov                                                                              | 7,98 m   | Łukasz Masłowski                                                               | 7,85 m   | Denis Bogdanov                                                                                    | 7,76 m   |
| Trojskok          | Alexej Fjodorow                                                                              | 16,67 m  | Aşkın Karaca                                                                   | 16,10 m  | Pavels Kovalovs                                                                                   | 16,03 m  |
| Vrh koulí         | David Storl                                                                                  | 22,40 m  | Mykyta Nesterenko                                                              | 20,22 m  | Hendrik Müller                                                                                    | 19,63 m  |
| Hod diskem        | Mykyta Nesterenko                                                                            | 65,73 m  | Gordon Wolf                                                                    | 63,02 m  | Marin Premeru                                                                                     | 60,98 m  |
| Hod kladivem      | Andrij Martyniuk                                                                             | 79,54 m  | Ákos Hudi                                                                      | 79,14 m  | Javier Cienfuegos                                                                                 | 79,12 m  |
| Hod oštěpem       | Andreas Hofmann                                                                              | 75,89 m  | Till Wöschler                                                                  | 73,66 m  | Łukasz Grzeszczuk                                                                                 | 73,55 m  |
| Desetiboj         | Thomas Van der Plaetsen                                                                      | 7 769    | Petter Olson                                                                   | 7 734    | Kai Kazmirek                                                                                      | 7 639    |

### Ženy
| Soutěž            | Zlato                                                                                        | Výkon    | Stříbro | Výkon    | Bronz                                                                     | Výkon    |
| 100 m             | Yasmin Kwadwo                                                                                | 11,42    | Folake Akinyemi                                                                                             | 11,47    | Andreea Ogrăzeanu                                                         | 11,47    |
| 200 m             | Andreea Ogrăzeanu                                                                            | 23,70    | Alona Tamkovová                                                                                             | 23,72    | Anna Kiełbasińska                                                         | 23,75    |
| 400 m             | Julija Barałej                                                                               | 52,89    | Lilia Gafijatullina                                                                                         | 53,51    | Moa Hjelmerová                                                            | 54,01    |
| 800 m             | Elena Mirela Lavricová                                                                       | 2:04,12  | Corinna Harrerová                                                                                           | 2:04,51  | Jekatěrina Zavjalovová                                                    | 2:04,59  |
| 1500 m            | Daria Jačmeněvová                                                                            | 4:14,64  | Layeş Abdullayeva                                                                                           | 4:16,63  | Elina Sujewová                                                            | 4:16,86  |
| 3000 m            | Jelena Korobkinová                                                                           | 9:13,35  | Kate Avery                                                                                                  | 9:13,68  | Louise Smallová                                                           | 9:15,47  |
| 5000 m            | Karoline Bjerkeli Grøvdal                                                                    | 15:45,45 | Charlotte Purdue                                                                                            | 15:55,96 | Veronica Inglese                                                          | 16:41,37 |
| 100 m překážek    | Anne Zagré                                                                                   | 13,21    | Isabelle Pedersenová                                                                                        | 13,49    | Yariatou Toure                                                            | 13,52    |
| 400 m překážek    | Inga Müller                                                                                  | 57,16    | Mila Andrić                                                                                                 | 57,55    | Kaciaryna Artiuch                                                         | 58,09    |
| 3000 m překážek   | Karoline Bjerkeli Grøvdal                                                                    | 9:43,69  | Layeş Abdullayeva                                                                                           | 9:55,95  | Louise Webbová                                                            | 10:10,34 |
| Štafeta 4 × 100 m | Německo Yasmin Kwadwo Leena Günther Nadja Bahl Ruth Sophia Spelmeyer Jessica Wenzel (rozběh) | 44,86    | Polsko Ewelina Skoczylas Małgorzata Kołdejová Ewa Zarębska Anna Kiełbasińska Katarzyna Gwiazdońová (rozběh) | 45,12    | Nizozemsko Judith Bosker Yaël van Pelt Anouk Hagen Jamile Samuel          | 45,88    |
| Štafeta 4 × 400 m | Rusko Julia Tieriechovová Lilia Zubkovová Alina Safiullina Lilia Gafijtullina                | 3:36,25  | Německo Laura Hansenová Maral Feizbakhshová Daniela Ferenzová Inga Müllerová                                | 3:37,83  | Francie Elea Mariama Diarra Djeneba Camara Asta Drame Lenora Guion-Firmin | 3:39,62  |
| Chůze na 10 000 m | Elmira Alembeková                                                                            | 46:31,07 | Antonella Palmisanová                                                                                       | 46:59,47 | Nina Ochotnikovová                                                        | 47:04,97 |
| Skok do výšky     | Natalia Mamlinová                                                                            | 1,91 m   | Marija Vukovićová                                                                                           | 1,89 m   | Burcu Ayhan                                                               | 1,89 m   |
| Skok o tyči       | Martina Schultze                                                                             | 4,20 m   | Jekatěrina Kolesovová                                                                                       | 4,10 m   | Caroline Bonde Holmová                                                    | 4,10 m   |
| Skok daleký       | Darja Klišinová                                                                              | 6,80 m   | Ivana Španovićová                                                                                           | 6,71 m   | Anna Jagaciak                                                             | 6,29 m   |
| Trojskok          | Liane Pintsaarová                                                                            | 13,89 m  | Cristina Sandu                                                                                              | 13,61 m  | Jenny Elbeová                                                             | 13,55 m  |
| Vrh koulí         | Aliona Hryszko                                                                               | 17,59 m  | Samira Burkhardtová                                                                                         | 16,46 m  | Sophie Kleebergová                                                        | 15,95 m  |
| Hod diskem        | Sandra Perkovićová                                                                           | 62,44 m  | Julia Schäfer                                                                                               | 55,11 m  | Irina Rodrigues                                                           | 53,14 m  |
| Hod kladivem      | Bianca Perie                                                                                 | 68,59 m  | Jenny Ozorai                                                                                                | 63,70 m  | Sophie Hitchonová                                                         | 63,18 m  |
| Hod oštěpem       | Tatjana Jelača                                                                               | 60,35 m  | Karolina Mor                                                                                                | 53,57 m  | Sabine Kopplinová                                                         | 53,26 m  |
| Sedmiboj          | Carolin Schäferová                                                                           | 5 697    | Kateřina Cachová                                                                                            | 5 660    | Léa Sprungerová                                                           | 5 552    |

## Medailové pořadí
| Umístění | Stát               | Zlato | Stříbro | Bronz | Celkem |
| -------- | ------------------ | ----- | ------- | ----- | ------ |
| 1.       | Německo            | 10    | 8       | 7     | 25     |
| 2.       | Rusko              | 9     | 7       | 6     | 22     |
| 3.       | Ukrajina           | 4     | 1       | 0     | 5      |
| 4.       | Spojené království | 3     | 5       | 7     | 15     |
| 5.       | Ázerbájdžán        | 3     | 3       | 0     | 6      |
| 6.       | Rumunsko           | 3     | 1       | 1     | 5      |
| 7.       | Španělsko          | 3     | 0       | 2     | 5      |
| 8.       | Norsko             | 2     | 2       | 0     | 4      |
| 9.       | Belgie             | 2     | 0       | 1     | 3      |
| 10.      | Srbsko             | 1     | 2       | 0     | 3      |
| 11.      | Bělorusko          | 1     | 0       | 4     | 5      |
| 12.      | Francie            | 1     | 0       | 1     | 2      |
| 12.      | Chorvatsko         | 1     | 0       | 1     | 2      |
| 14.      | Estonsko           | 1     | 0       | 0     | 1      |
| 15.      | Polsko             | 0     | 5       | 3     | 8      |
| 16.      | Turecko            | 0     | 3       | 1     | 4      |
| 17.      | Česko              | 0     | 2       | 0     | 2      |
| 17.      | Maďarsko           | 0     | 2       | 0     | 2      |
| 19.      | Itálie             | 0     | 1       | 3     | 4      |
| 20.      | Švédsko            | 0     | 1       | 1     | 2      |
| 21.      | Černá Hora         | 0     | 1       | 0     | 1      |
| 22.      | Dánsko             | 0     | 0       | 1     | 1      |
| 22.      | Finsko             | 0     | 0       | 1     | 1      |
| 22.      | Lotyšsko           | 0     | 0       | 1     | 1      |
| 22.      | Nizozemsko         | 0     | 0       | 1     | 1      |
| 22.      | Portugalsko        | 0     | 0       | 1     | 1      |
| 22.      | Švýcarsko          | 0     | 0       | 1     | 1      |
| Celkem   | Celkem             | 44    | 44      | 44    | 132    |